# Цар Эмин, Виктор

Виктор Цар Эмин

Виктор Цар Эмин (настоящая фамилия — Цар) (хорв. Viktor Car Emin; 1 ноября 1870, Край в Истрии (ныне Мощеничка-Драга, Приморско-Горанской жупании Хорватия) — 17 апреля 1963, Опатия) — хорватский писатель, драматург и публицист. Член Академии наук и искусств Хорватии.

## Биография
Виктор Цар - сын моряка-кочегара. Родился в Истрии - адриатическом регионе, находившемся на стыке нескольких этнических стихий: хорватской, словенской, итальянской, немецкой и румынской. Обучался Цар в Ловране и Риеке, окончил учительскую семинарию в Копере (1885—1889). По её завершении Цар Эмин учительствовал в Совиняке (1889–91), Липе (1891–92) и Волоском (1893–1900). С 1895 года был секретарём Общества Св. Кирилла и св. Мефодия Истрии (Družbe sv. Ćirila i Metoda za Istru), а когда в 1900 году он отказался от перевода на должность преподавателя в другую местность, то потерял работу, продолжал жить в Опатии, работал журналистом. Редактировал издания «Narodnog lista», «Mladog Istranina» и «Mladog Hrvata», затем до 1918 года работал в нескольких школах в районе Опатии. Был официальным представителем Матицы Хорватской в Истрии.
С 1918 года до выхода на пенсию в 1925 году, Цар Эмин работал школьным учителем в Сушаке, Бакаре и Кралевичах. Как активный участник национально-патриотического движения, Цар Эмин был в 1929 г. изгнан итальянскими фашистскими властями из Истрии. Тогда же было закрыто Истрийское Общество Св. Кирилла и св. Мефодия. Цар Эмин надолго переселился в Сушак - пригород Риеки, вошедший в состав Югославии. Здесь он пережил массированные англо-американские бомбардировки 1944 - 1945 гг.. В 1945 г. Цар Эмин перебрался в Опатию, где прожил почти всю оставшуюся жизнь. 
поддерживал деловые и дружеские связи с такими известными хорватскими патриотами как Антун Густав Матош и Винко Шепич (Vinko Šepić).

## Творчество
Писатель-реалист. Автор сборников рассказов, романов, фельетонов, драм, публицистических статей.
Темы произведений связаны с политической и общественной жизнью Истрии, борьбой хорватов с итальянским и немецким ирредентизмом и фашизмом, экономической экспансией, социальным расслоением общества и вызванными им изменениями в психологии людей.

## Избранные произведения
Романы и повести
- «В бушующем море» (Na uzburkanom moru», 1884)
- «Бедняки» («Bijednici», 1885)
- «Путешествие в Египет» («Put u Egipat», 1889).
- «Разорённый очаг» (трилогия, «Pusto ognjište», 1900),
- «Высохший источник» («Usahlo vrelo», 1904),
- «После прилива» («Iza plime», 1913),
- «Старики» («Starci», 1917),
- «Pod sumnjom» (1918),
- «Новая борьба» (Nove borbe», 1926),
- «Između dva ognjišta» (1930)
- «Presječeni puti» (1938),
- «Витязь моря» («Vitez mora», 1939),
- «Простые люди» («Neznatni ljudi», 1946),
- «Данунциада» (роман-хроника, 1946),
- «Роковые дни» (книга мемуаров, «Udesni dani», 1951)
- Mali Učkarić» (рассказы)

Драмы
- «Золотая болезнь» («Zlatna bolest», 1906),
- «Vicencica» (1934).